# Fort Prinsensten

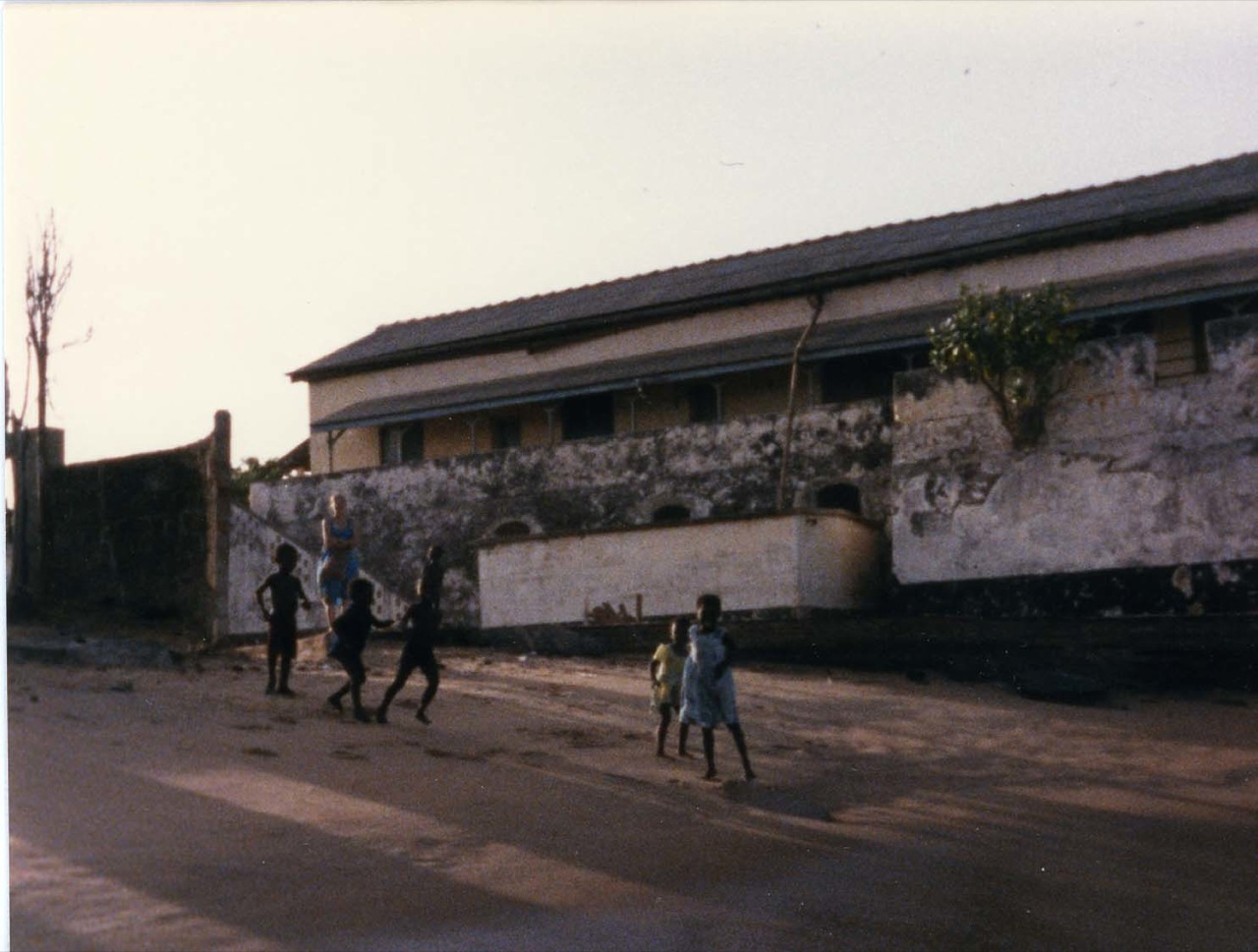
Fort Prinsensten innan förfallet satte igång på allvar.

Fort Prinsensten var ett danskt handelsfort i Keta på Danska Guldkusten, i det som idag är Ghana. Fortets huvudfunktion var slavhandeln.  Många sådana fort byggdes på Guldkusten, och Prinsensten är ett av de få som låg öster om floden Volta  Det byggdes ursprungligen av danska handelsmän 1784 som försvar i kriget mot anlo ewe och som försvar mot andra kolonimakter.  

Från november 1845 till februari 1847 var fortets befästning, under löjtnant J. W. Svedstrup, i öppet krig med den lokala kungen över slavhandeln och var i två månader under full belägring. En plats mellan 200 och 500 anlo ewe-krigare och mellan 20 och 30 danska soldater dog i striderna. Majoriteten av dessa var mulatter, varav fem halshöggs.
Fortet användes till att hålla kvar slavar som väntade på transport till Karibien. 1850 såldes det till Storbritannien. Fortet användes en period som fängelse, innan det 1980 delvis förstördes av havet.  Ruinerna av fortet besöks idag av turister. 